# Werner Lampe
Werner Lampe, né le 30 novembre 1952, est un nageur allemand. Lors des Jeux olympiques d'été de 1972 disputés à Munich, il remporte la médaille d'argent au relais 4 × 200 m nage libre, et la médaille de bronze au 200 m nage libre.

## Palmarès

### Jeux olympiques
- médaille d'argent au relais 4 × 200 m nage libre aux Jeux olympiques de Munich en 1972
- médaille de bronze au 200 m nage libre aux Jeux olympiques de Munich en 1972

### Championnats du monde
- médaille de bronze au relais 4 × 200 m nage libre aux championnats du monde 1973
- médaille d'or au relais 4 × 200 m nage libre aux championnats du monde 1975

### Championnats d'Europe
- Championnats d'Europe 1970 à Barcelone (Espagne) :
  -  médaille d'or au relais 4 × 200 m nage libre
  -  médaille d'argent au 1 500 m nage libre
- Championnats d'Europe 1974 à Vienne (Autriche) :
  -  médaille d'or au relais 4 × 200 m nage libre